# Vuelo 521 de Emirates
El vuelo 521 de Emirates fue un vuelo internacional regular de pasajeros desde Thiruvananthapuram (India) a Dubái (Emiratos Árabes Unidos), operado por Emirates utilizando un Boeing 777-300. El 3 de agosto de 2016, la aeronave que transportaba a 282 pasajeros y 18 tripulantes se estrelló al aterrizar en el Aeropuerto Internacional de Dubái, aproximadamente a las 12:45 hora local. Las 300 personas a bordo sobrevivieron al accidente y fueron evacuadas del avión; 24 fueron heridos. Un bombero del aeropuerto murió durante la operación de rescate y otros ocho resultaron heridos. Este accidente fue la primera pérdida del casco de un avión operado por Emirates.

## Incidente
El 3 de agosto de 2016, el vuelo EK521 despegó del Aeropuerto Internacional de Trivandrum (TRV) a las 10:34 IST (05:04 UTC), 29 minutos después de su hora de salida programada. Estaba programado que aterrizara en el Aeropuerto Internacional de Dubái (DXB) a las 12:24 GST (08:24 UTC). El acercamiento y el aterrizaje fueron normales desde el punto de vista del control del tráfico aéreo (ATC), sin que se declarara emergencia de acuerdo con las grabaciones del ATC en ese momento. La tripulación informó que estaban dando vueltas, después de lo cual la torre les indicó que subieran a 4.000 pies, lo cual fue reconocido por la tripulación. Poco después, la torre instruyó al próximo vuelo que diera la vuelta y alertara a los servicios de emergencia. Se informó la cizalladura del viento y una temperatura ambiente de 48 °C (118 °F).
El accidente ocurrió a las 12:37 hora estándar del Golfo (08:37 UTC). Según el Informe Preliminar de Accidentes, la cizalladura del viento importante estaba afectando la velocidad del avión por aproximación final tardía, y el avión tocó tierra en la pista 12L de 4.000 metros (13,000 pies) en un punto aproximadamente 1,100 metros (3,600 pies) más allá el umbral de ceñida, a una velocidad de 162 nudos. Dos segundos después, el cockpit RAAS emitió una advertencia de "LARGO ATERRIZAJE" y la tripulación inició una ronda. Seis segundos después de la toma de contacto de la rueda principal, y con la rueda delantera todavía fuera de la pista, la aeronave se elevó nuevamente después de girar para subir la actitud. Cuatro segundos más tarde, el ajuste del flap se redujo a 20°, seguido por el tren de rodaje seleccionado para retraer. 
Los ajustes del acelerador del motor parecen haberse mantenido sin cambios durante este período debido a que la tripulación de vuelo no comprende el sistema de aceleración automática y una dependencia defectuosa de la automatización. El avión alcanzó una altura máxima por encima de la pista de aterrizaje de 85km con la velocidad aerodinámica indicada disminuyendo, antes de comenzar a asentarse de nuevo hacia el suelo. Doce segundos después de ser aerotransportados los aceleradores se adelantaron al máximo, sin embargo, el avión continuó hundiéndose e impactó en la pista con su tren de aterrizaje en un estado parcialmente retraído tres segundos más tarde.
El avión primero impactó con la parte inferior de su fuselaje trasero y patinó unos 800 metros (2.600 pies) a lo largo de la pista 12L con su tren de aterrizaje parcialmente retraído al girar a la derecha unos 120 grados. A medida que el avión patinaba por la pista, el motor número 2 (estribor) se desprendió y se deslizó a lo largo del borde delantero del ala hacia la punta del ala. Los dispositivos de lucha contra incendios estaban en el avión menos de 90 segundos después de que se detuviera (33 segundos después del impacto inicial) y comenzaron a combatir incendios en varios lugares, ya que los 300 pasajeros y la tripulación se evacuaron de manera segura. El video desde el interior del avión, tomado por las cámaras de los pasajeros, mostraba que los pasajeros no evacuaban, dando prioridad al equipaje de mano, lo que resultó en una evacuación excesivamente larga y fuertes críticas.
Nueve minutos después de que el avión se detuviera, con solo el capitán del avión y el auxiliar de vuelo a bordo (revisando si quedaban pasajeros), hubo una gran explosión. La explosión del tanque de combustible central de la aeronave resultó en la muerte de un bombero, un residente de Ras al-Khaimah llamado Jasim Issa Mohammed Hasan. Veinticuatro de los ocupantes del avión resultaron heridos, incluidos el capitán y el asistente de vuelo superior, que evacuaron después de la explosión; la azafata principal era la única persona entre los pasajeros y la tripulación gravemente herida, que sufría de inhalación de humo. Además, ocho bomberos y un policía resultaron heridos, varios de los bomberos sufrieron un golpe de calor. La explosión provocó que el fuego se extendiera a la cabina de la aeronave; los bomberos tardaron 16 horas en controlar el fuego. El aeropuerto estuvo cerrado durante y después del accidente, lo que resultó en muchos vuelos desviados.

## Investigación
La Autoridad de Aviación Civil General (GCAA) llevó a cabo una investigación sobre el accidente, con la asistencia de Emirates; el fabricante de aviones Boeing; y Rolls-Royce Holdings, el fabricante de los motores del 777. Además, la Junta Nacional de Seguridad en el Transporte (NTSB, por sus siglas en inglés) de los Estados Unidos envió un equipo de cinco personas para unirse a los demás investigadores. El registrador de datos de vuelo y el registrador de voz de cabina fueron retirados de la aeronave al día siguiente del accidente. Un informe preliminar sobre el accidente se publicó en septiembre de 2016, y una declaración provisional en agosto de 2017. Un informe preliminar encontró que el piloto intentó despegar nuevamente después de aterrizar brevemente y que el avión finalmente golpeó la pista cuando su tren de aterrizaje aún se estaba retrayendo.
El informe final se publicó el 6 de febrero de 2020. En el informe, en la sección de causas se señaló lo siguiente:
"La tripulación de vuelo no escaneó ni monitoreó de manera efectiva los parámetros principales de la instrumentación de vuelo durante el aterrizaje y el intento de motor y al aire. La tripulación de vuelo no sabía que el acelerador automático (A/T) no había respondido para mover las palancas de empuje del motor a la posición TO/GA después de que el comandante pulsó el interruptor TO/GA al inicio del Procedimiento del FCOM Motor y al aire y Aproximación Frustrada".